# Хеннеси, Кэролайн
Кэ́ролайн Хе́ннеси (англ. Carolyn Hennesy; род. 10 июня 1962[…], Лос-Анджелес, Калифорния) — американская актриса, известная по роли Барб в сериале «Город хищниц». Родилась 10 июня 1962 года в городе Лос-Анджелес (Калифорния, США).

## Жизнь
Хеннеси родилась в Лос-Анджелесе, штат Калифорния. Она училась в Американской консерватории театрального искусства (American Conservatory Theatre) и Королевской академии драматического искусства. С 2007 года она состоит в браке с актёром Дональдом Агнелли.

## Карьера

### Фильмография
Она снялась в роли миссис Валентины в подростковой драме Лето наших надежд в 2000—2001 годах, а также во второстепенных ролях в фильмах Глобальный эффект (2002), Терминатор 3: Восстание машин (2003), Блондинка в законе 2 (2003), Клик (2006), Тепловая камера (2003) и Клуб пумы (2007). Играла эпизодические роли в сериалах Это шоу 70-х, За что тебя люблю, Город хищниц. Была приглашенной актрисой в сериалах Ребе, Дрейк и Джош, Однажды в сказке. Озвучивала персонажа Блэр Лансфилд в видео игре Звезда Океан: До конца времён.

### Реклама
Хеннеси недавно появилась в телевизионной рекламе GEICO в качестве персонажа известного как «Cash».

## Избранная фильмография
| Год       |   | Русское название | Оригинальное название | Роль               |
| --------- | - | ---------------- | --------------------- | ------------------ |
| 2011      | с | Бесстыжие        | Shameless             | миссис Найдерайтер |
| 2012      | с | Настоящая кровь  | True Blood            | Розалин Харрис     |
| 2014—2015 | с | Месть            | Revenge               | Пенелопа Эллис     |

## Награды
- Номинирована на Дневную Эмми как лучшая актриса второго плана, 2010.
- Названа Лучшей актрисой второго плана в американского еженедельнике TV Guide «Лучшие 2007 года». Она получила премию Овация (LA версия Тони) как Лучшая актриса второго плана за спектакль The Fan Maroo и была названа выдающейся комедийной актрисой в 2000 году за её работу в Los Angeles Drama Critics Circle. Она обладательница канадской премии Духа (Spirit Award) в 2009 году за её работу в мыльной опере Главный госпиталь.